# Fernando Sucre
Fernando Sucre est un personnage fictif du feuilleton télévisé Prison Break, joué par Amaury Nolasco. 
Incarcéré à la prison de Fox River, il est le compagnon de cellule de Michael Scofield. Sucre est l'un des personnages principaux du feuilleton Prison Break. Il apparaît dès le premier épisode de la série. Il est présent dans chaque épisode, excepté quatre épisodes de la deuxième saison.

## Préambule
D’origine portoricaine, Fernando Sucre a grandi à Chicago où il a connu plusieurs démêlés avec la justice. Sa mère l'a envoyé travailler avec un parent à Chicago pour le dépanner. Là, il a rencontré la femme de sa vie Maricruz Delgado.
Dans l’épisode flashback, Sucre braque une épicerie pour offrir une bague de fiançailles à Maricruz. Seulement, son cousin Hector, qui l'avait poussé au braquage et a également des vues sur Maricruz, le dénonce à la police. Sucre est alors condamné pour vol et emprisonné à Fox River.

## AFox River
Sucre est le compagnon de cellule de Michael Scofield. Il est indispensable que Sucre participe à la réalisation du plan d'évasion et Michael doit le tester pour évaluer sa loyauté.
Bien qu’il ait franchi l’épreuve avec succès, Sucre refuse de s’évader et préfère changer de cellule. C’est la raison pour laquelle Haywire partagera brièvement la cellule de Michael. Cependant, depuis son incarcération, Sucre reçoit des visites conjugales de Maricruz. Dans le premier épisode, il lui écrit pour la demander en mariage et Michael l’aide à rédiger sa lettre. Si dans un premier temps, Maricruz accepte de l'épouser, au fur et à mesure que le temps passe, de plus en plus manipulée par Hector, elle va hésiter et s'interroger sur l'avenir de leur couple. Hector vient lui-même à la prison annoncer à Sucre que Maricruz est désormais avec lui et qu'il ne doit plus rien espérer. Fou de rage, Sucre décide d'accepter la proposition de Michael Scofield et de s'évader de Fox River.
Sucre facilite la mise en place du plan de Michael dans de nombreuses occasions par ses relations avec d’autres prisonniers. De temps en temps, il propose même des idées qui sauvent le plan. Après le transfert de Michael à l’hôpital psychiatrique de la prison, Sucre est poussé par les autres membres de l’équipe à utiliser le passage dans sa cellule pour camoufler le trou de la salle des gardiens. Sachant qu’il serait très probablement découvert hors de sa cellule en pleine nuit, il oblige T-Bag à récupérer les sous-vêtements d’un autre détenu. Il peut donc avancer une explication crédible à Bellick lorsqu’il a été retrouvé dans la cour. Sa punition est d’être placé en isolement quelques jours près de la cellule de Lincoln. Son cousin Manche s’occupe du linge des détenus et des gardiens, il peut donc circuler plus facilement à l’intérieur de la prison. Sucre et Michael l’utilisent pour s’informer mutuellement sur les trous (celui du tatouage pour Michael, celui de la salle des gardiens pour Sucre). Après être sorti de l’isolement et Michael de l’hôpital psychiatrique, les deux hommes s’étreignent amicalement.

## Après l'évasion
Lors de l’évasion , comme les autres fugitifs, Sucre est pétrifié d’horreur quand Abruzzi tranche la main de T-Bag. C’est le seul à s’inquiéter de l’état de T-Bag et à demander s’il faut le laisser sur place.
Le matin suivant, Sucre continue à échapper aux autorités en compagnie des autres fugitifs Michael Scofield, Lincoln Burrows, John Abruzzi et C-Note. Quand une rencontre fortuite avec un chasseur et sa fille se transforme en prise d'otage, Abruzzi dirige son pistolet sur Sucre, lui enjoignant de prendre le fusil du chasseur.
Pendant le trajet jusqu’à Oswego, Sucre confie qu'il doit coûte que coûte entrer en contact avec sa fiancée enceinte Maricruz. Abruzzi lui donne alors un conseil avisé - « Understand... your love is your weakness right now, ...and they know about it. » (« Comprends bien que ton amour est ta faiblesse maintenant... et ils le savent »).
Malgré tout, Sucre reste déterminé à retrouver Maricruz et à l'empêcher d'épouser Hector. Il apprend également par C-Note l'existence de l'argent caché de Charles Westmoreland.
Sucre s'arrête à Défiance dans l'Ohio pour téléphoner à un ami qui réside dans un quartier appelé Bedford-Stuyvesant dans la banlieue de Brooklyn à New York. Il l'interroge au sujet de Maricruz mais avant que son cousin ait pu davantage lui répondre, Sucre brise une vitre et vole une voiture. En traversant Latrobe en Pennsylvanie, un policier l'arrête, relève les plaques d'immatriculation et découvre que la voiture appartient à une certaine Mme Miller. Sucre prétend être M. Miller mais le policier reste méfiant. Il se renseigne auprès de ses collègues par téléphone car il suspecte Sucre d'être l'un des "Huit de Fox River"; avant que les renforts de l'agent de police viennent l'appréhender, Sucre se précipite à travers champs et grimpe à l'intérieur d'un train de marchandises. Lorsqu'il arrive enfin chez son ami Petey, il apprend que la mariage de Maricruz et Hector aura lieu deux jours plus tard. Il emprunte alors sa moto (une Ural 1952).
Près de Las Vegas, Sucre appelle plusieurs chapelles pour trouver celle où se déroulera la cérémonie. À son arrivée, il rencontre Theresa, la sœur de Maricruz, qui lui demande d'attendre quelques instants; c'est cependant Hector et non Maricruz qui vient à sa rencontre. Comme Theresa a appelé la police, Sucre doit s'enfuir précipitamment. Il décide alors de tourner la page et de chercher lui aussi l'argent caché en Utah par Charles Westmoreland. En chemin, il rencontre C-Note qu'il accepte de prendre sur sa moto. En utilisant la carte de C-Note, ils arrivent à la maison où l'argent est enterré et retrouvent Michael. Pendant qu'ils creusent pour trouver l'argent, Michael lui dit qu'en cas de problème, ils peuvent communiquer sur le forum du site europeangoldfinch.net. Pour pouvoir creuser sous le garage de la maison, les évadés sont forcés de prendre les propriétaires en otage. Un des otages, une policière en congé qui est également enceinte, a bien saisi la situation de Sucre avec Maricruz et son enfant. Pendant qu'elle essaie de l'amadouer, il devient de plus en plus nerveux. C'est dans cet état d'agitation qu'il se dirige soudain vers les fugitifs. Il les tient en joue avec un revolver et exige d'avoir la totalité de l'argent.
Sucre s'échappe avec le sac rempli de l'argent de Westmoreland, mais il est rejoint dans la forêt par Michael. Tous deux ont mis au point cette ruse pour ne pas partager l'argent avec C-Note et T-Bag. Mais ils sont sous le choc lorsqu'ils découvrent que le sac ne contient que des magazines : T-Bag avait échangé les sacs sans que personne l'aperçoive. Il ne leur reste plus que 5000 dollars. Entendant les sirènes de police et les aboiements des chiens, ils continuent leur route. Pendant leur fuite, Sucre tombe dans une rivière et reste coincé sous un énorme tronc d'arbre. Michael refuse de l'abandonner : il attache une corde sous le tronc et en manœuvrant avec la moto, parvient à le libérer. Un peu plus tard, pendant que Michael achète une voiture d'occasion, Sucre rappelle son ami Petey qui lui informe que Maricruz a laissé Hector devant l'autel. Fou de joie, Sucre annonce à Michael qu'il ne peut pas le suivre au Panama, parce qu'il va chercher Maricruz. Toutefois, dans l'épisode suivant, il n'arrive pas à la joindre au téléphone et apprend qu'elle part en vacances au Mexique. Il décide d'accepter l'offre de Michael et survient à point nommé, au rendez-vous de Bolshoi Booze, pour sauver Michael en mauvaise posture avec des trafiquants mexicains.
Ils sont rejoints peu de temps après par Lincoln et Aldo Burrows. La réunion de famille est tendue, sous l'œil inquiet de Sucre. Elle est interrompue par l'agent Mahone qui leur tire dessus, blessant mortellement Aldo. Après s'être enfuis en voiture, les trois hommes s'arrêtent sur le chemin pour enterrer Aldo Burrows. Sucre respecte la douleur des deux frères en restant en retrait. Ils reprennent la route et rejoignent enfin l'avion chargé de les emmener au Panama. Sucre se précipite vers l'appareil mais Michael lui annonce que lui et son frère ont décidé de rester. Sucre comprend cette décision et remercie chaleureusement Michael pour tout ce qu'il a fait. Ils se souhaitent mutuellement bonne chance puis Sucre salue Lincoln avant de grimper dans l'avion. Il s'envole dans les airs.
Durant le voyage, ils sont poursuivis par la patrouille des frontières qui leur demande d'atterrir. Le pilote prévient Sucre qu'ils volent au-dessus du Mexique mais qu'ils doivent quand même sauter en parachute pour éviter de se faire arrêter. Sucre sort indemne de son saut en parachute, contrairement au pilote qui n'a pas survécu. Après avoir remis sa casquette, Sucre continue son chemin à pied.

### À la recherche de Maricruz
Quelque temps plus tard, il monte dans un car en direction d'Ixtapa pour rejoindre Maricruz. En chemin, il sympathise avec un vieux mexicain qui devine tout de suite que Sucre est très amoureux. Lorsque Sucre est rejeté du car, faute de billet, le vieil homme lui propose de l'héberger. Durant la nuit, Sucre lui vole sa voiture pour continuer sa route. Rattrapé par la police, il est sauvé par le vieil homme qui le disculpe, ayant perdu sa femme une semaine plus tôt. Au grand étonnement de Sucre, il le laisse partir avec la voiture et lui remet également de l'argent pour l'essence. Au cours de son voyage, la voiture tombe en panne et refuse de redémarrer.
Par un heureux hasard, un automobiliste accepte de prendre Sucre en stop, se dirigeant également vers l'aéroport d'Ixtapa. Sucre découvre rapidement que le conducteur est un agent de sécurité de l'aéroport qui doit intercepter un fugitif américain. Arrivé à destination, il remercie l'agent de sécurité et s'éclipse rapidement, le laissant interloqué. Quelques minutes plus tard, il reconnaît immédiatement Sucre sur la photo de l'avis de recherche qu'un de ses collègues lui montre. Sucre se dirige droit vers le terminal de l'aéroport et retrouve enfin Maricruz. Poursuivis par les agents de sécurité, ils sortent en courant de l'aéroport, montent dans un taxi et parviennent à leur échapper. Ils parviennent à la maison de la tante de Sucre où celle-ci les reçoit à bras ouverts; Sucre est cependant peu de temps après capturé par Brad Bellick. Dans l'espoir que Bellick le relâche, Sucre lui propose de lui indiquer l'endroit où se trouvent les cinq millions de dollars. Il avait précédemment compris que T-Bag avait perdu l'argent à l'aéroport, en regardant les informations télévisées.

### Au Panama
L'ayant raté de peu, Bellick et Sucre se rendent au Panama pour chercher T-Bag. Pour l'obliger à collaborer avec lui, Bellick a dit à Sucre qu'il a laissé Maricruz dans un endroit connu de lui seul avec seulement trois semaines de nourriture. Avec l'aide de Michael qu'ils ont croisé dans la capitale du Panama, ils finissent par repérer T-Bag et tenter de l'attraper. Malheureusement, Bellick est blessé à la jambe par T-Bag et est arrêté par la police. Michael et Sucre parviennent à capturer leur ancien codétenu mais celui-ci, avec l'aide d'un tournevis, frappe violemment Sucre à la poitrine et prend la fuite. Michael s'assure que quelqu'un vienne en aide à Sucre avant de courir après T-Bag. Sucre sort de l'hôpital contre l'avis du médecin, risquant sa vie pour sauver Maricruz. Il recherche activement Bellick, qui est sur le point d'être transféré dans une autre prison. Il entend Bellick lui réclamer son aide pour sortir de prison contre la vie de Maricruz. Puis, épuisé, perdant son sang, il s'effondre sur la route. Au début de la saison 3, il reste le seul des Huit de Fox River à être encore en cavale.
Bien décidé à retrouver sa femme, Sucre se rend alors au pénitencier de Sona où est détenu Bellick. Là, il le menace avec un pistolet qu'il vient d'acheter. Bellick, qui prend peur, lui révèle qu'il n'a jamais retenu Maricruz et que tout ceci n'était que du chantage. En effet, Sucre téléphone à Maricruz, qui est en parfaite santé et rentrée aux États-Unis, et lui révèle qu'il ne la rejoindra pas. Sucre se met donc en quête d'un travail afin de pouvoir envoyer de l'argent à sa femme. Mais tout ne se passe pas comme prévu et il se fait finalement ramasser ivre sur le trottoir par Lincoln. En apprenant que Sara a été décapitée, il décide d'aider Lincoln et Michael et intègre leur plan d'évasion. Il remplace donc le fossoyeur du pénitencier de Sona, ce qui lui permet, petit à petit, de déverser un produit corrosif sur le portail de la prison. Pendant ce temps, il se fait approcher par un inconnu qui le paye cinq mille dollars en échange de faire rentrer illégalement des paquets dans la prison, à l'attention d'un lieutenant de Lechero. Il renverse une voiture contre celle de Gretchen Morgan pour pouvoir donner du temps à Lincoln de sauver L.J. Plus tard, Sucre livre un autre paquet destiné à Sammy (le bras droit de Lechero), contenant un pistolet, Sammy devant s'en servir pour tuer Lechero et prendre le pouvoir a sona. 
Il fait aussi semblant de trahir Lincoln pour donner des fausses informations à Gretchen en échange de l'argent, mais Gretchen découvre la vérité et menace de faire tuer Maricruz s'il ne lui donne des vraies informations.
Lors de l'évasion, Sucre découvre que son alias, Jorge Rivera, a un ordre d'appréhension et est retenu par les militaires. Sa véritable identité révélée par Théodore Bagwell , il est torturé pendant des heures et presque enterré vivant, mais ayant refusé de dire où se trouvent Michael et Wistler, il est transféré à Sona.

## Retour aux États-Unis
Au début de la saison 4, on apprend que T-Bag a brûlé Sona permettant à Bellick, lui et d'autres prisonniers de s'échapper. Rentré aux États-Unis, Sucre veut voir sa fille à l'hôpital mais la sœur de Maricruz avertit les autorités et Bellick et Sucre se font arrêter à l'hôpital. Ils se font recruter par Don Self pour détruire le Cartel ; ils rejoindront Michael et les autres.
Pour faire tomber le Cartel, il faut s'emparer de Scylla - une sorte de livre noir qui pourrait faire tomber le Cartel. Don Self leur promet une disculpation si la tâche est remplie. Au cours de leur mission pour trouver Scylla, Michael et les autres découvrent l'entrée du Cartel là où est Scylla.
Ils doivent contourner un tunnel par où toute l'eau de la ville passe, pour cela ils doivent débrancher l'eau et mettre un gros tuyau pour y passer. Bellick avait demandé que s'il venait à mourir, que son corps soit rendu à sa mère.
L'opération commence : Lincoln, Michael, Bellick et Sucre ont environ moins d'une heure pour y parvenir mais l'eau arrive trop vite, Lincoln et Bellick sont pris au piège et le tuyau n'est pas fixé, Lincoln s'en va et dit à Bellick de le rejoindre mais Bellick refuse et enfonce le tuyau, choisissant de se sacrifier… et l'on voit l'eau arriver…
Après ça, de retour à leur entrepôt, ils demandent à Self de donner son corps à sa mère, comme Self leur avait promis s'ils venaient à mourir. Dans un premier temps, Self refuse mais Sucre en colère se jette sur lui et lui ordonne de respecter sa promesse. Don finit par accepter, et tous se recueillent devant le corps de Bellick, puis Sucre appelle sa mère. Cette scène nous montre l'amitié qui s'était créée entre l'ancien geôlier et son prisonnier.
Lors d'une embuscade, il se prend une balle dans l'estomac mais, heureusement pour lui, Sara qui est médecin lui retire sa balle et lui sauve la vie. À la fin, ils parviennent à récupérer Scylla et la rendent à Self mais il les a trompés et part avec.
Le cartel a capturé Michael et demande à Lincoln de faire un échange Scylla contre Scofield.
Sucre décide de partir et Lincoln comprend car Sucre n'était pas concerné à la base, ils se disent au revoir et Fernando part rejoindre sa nouvelle famille.
Plus tard, Sucre est contacté par C-Note. Ils décident d'aider Lincoln et tendent un piège à T-Bag avant de le prendre en otage, il leur dit où se trouve le lieu où Burrows est et les libère.
À la fin, ils récupèrent Scylla et le rendent à Kellerman, qui les rend tous libres.
Dans le dernier épisode, on le voit dans le flashforward quatre ans après avec sa fille, il lui dit qu'il sera absent deux jours. Il retrouve Sara, Alex, Lincoln et le fils de Michael. Ils se rendent sur sa tombe. Lincoln pose une grue en origami qu'il aimait tant et Sucre prie et touche la tombe de Michael.

## Relation avec Michael et Lincoln
Si Lincoln Burrows n’avait pas été emprisonné à Fox River, Michael Scofield et Fernando Sucre n’auraient jamais pu se rencontrer. En effet, comme on peut le voir dans l’épisode flashback, ils ont suivi un parcours différent et ne fréquentaient pas les mêmes milieux. Sucre était un petit voleur des quartiers populaires tandis que Michael était cadre dans une grande entreprise.
Sucre partage un point commun avec Michael : lui aussi vit un amour contrarié. L’épisode Rendez-vous (2x10) montre bien ce parallélisme. Tous deux n'arrivent pas à communiquer avec la femme qu'ils aiment.
Sucre a démontré très rapidement sa loyauté envers Michael. D'abord dans l'épisode, Mise à l’épreuve (1x03) avec le test réussi, alors même qu'ils se connaissent à peine, puis dans l'épisode À la vie, à la mort (2x08) pour le « faux vol » de l’argent de Westmorland et enfin dans l'épisode Bolshoi Booze (2x11) lorsqu'il intervient pour sauver Michael en mauvaise posture.
Sucre, qui à l’origine n’était qu’un pion dans le plan de Michael, est l’une des rares personnes que Michael accepte dans son cercle et avec qui il s’est vraiment lié d’amitié. Ainsi c’est uniquement à Sucre qu’il confie l’adresse du site Europeangoldfinch.net. Il l'interroge également sur Maricruz. Dans l’épisode suivant où Sucre fait semblant de voler l’argent de Westmoreland, Michael a eu suffisamment confiance en lui pour mettre au point ce plan. De tous les prisonniers et à l'exception de son frère, c'est donc le seul avec qui il accepte de partager l'argent de Westmoreland. Lorsque Sucre se retrouve coincé dans la rivière, Michael lui sauve la vie et se refuse à l'abandonner même après que Sucre l’a poussé à le faire. À la fin de l'épisode, il lui achète une voiture et lui donne le papier avec la mention Bolshoi Booze (le moyen d'aller au Panama).
Cette confiance est réciproque car Sucre se sent trahi lorsque des secrets sont révélés (Nika, l'épouse surprise). C-Note tente bien de le monter contre Michael en lui affirmant que sauver Lincoln Burrows est la seule priorité de son compagnon de cellule, mais au bout du compte il reste loyal.
Au début de la saison 3, il refuse d'aider Michael afin de pouvoir rencontrer Maricruz, mais après avoir appris le meurtre de Sara, il devient le principal allié et confident de Lincoln, n'hésitant pas à risquer sa vie plusieurs fois et à finalement sacrifier sa liberté pour aider les frères.